# Nayer
Nayer, de son nom complet Nayer Regalado, est une chanteuse, danseuse et mannequin américaino-cubaine originaire de Miami, né 2 août 1985 au New Jersey.

## Biographie
D'origine cubaine, elle participe à Star Search à l'âge de sept ans et enregistre sa première démo à quatorze ans à New York.
Plus tard, Nayer Regalado déménage à Miami et se fait remarquer par le rappeur et chanteur américano-cubain Pitbull. Elle se fait connaître du grand public par ses duos avec le rappeur de Miami, notamment Full Of Shit et Pearly Gates dont le clip sort en 2009 ainsi que Vida 23 en 2010. 
En 2011, Give Me Everything, toujours en duo avec Pitbull connait un succès planétaire et apporte à Nayer une visibilité mondiale. Suave (Kiss Me) (Suavemente), son premier single solo avec en featuring Pitbull et Mohombi sort en 2011 et rencontrera un certain succès à travers le monde. Nayer Regalado chante en duo avec Enrique Iglesias dans Dirty Dancer la même année. En 2012, elle participe à Name of Love de Jean Roch avec Pitbull.

## Discographie

### Extended plays
| Titre      | Album details                                                                           |
| ---------- | --------------------------------------------------------------------------------------- |
| First Kiss | - Date de sortie : 25 juin 2002 - Label:: Mr. 305 inc. - Format: Téléchargement digital |

### Singles
| First Kiss (Primer Beso)                                           | 2002 | — | 40 | —  | —  | —  | First Kiss EP    |
| Pearly Gates (avec Pitbull)                                        | 2009 | — | —  | —  | —  | 67 | Non-album single |
| Suave (Kiss Me) (avec Mohombi & Pitbull)                           | 2011 | — | —  | 34 | 49 | 19 | Non-album single |
| "—" signifie que le single n'est pas classé ou sorti dans le pays. |      |   |    |    |    |    |                  |

### Participations
| Titre                                                                          | Année | Meilleure positions | Meilleure positions | Meilleure positions | Meilleure positions | Meilleure positions | Meilleure positions | Meilleure positions | Meilleure positions | Meilleure positions | Meilleure positions | Certifications | Album               |
| Titre                                                                          | Année | États-Unis          | Australie           | Autriche            | Canada              | Irlande             | Pays-Bas            | Nouvelle-Zélande    | Suède               | Suisse              | Royaume-Uni         | Certifications | Album               |
| ------------------------------------------------------------------------------ | ----- | ------------------- | ------------------- | ------------------- | ------------------- | ------------------- | ------------------- | ------------------- | ------------------- | ------------------- | ------------------- | --- | ------------------- |
| Give Me Everything (Pitbull avec Ne-Yo, Afrojack & Nayer)                      | 2011  | 1                   | 2                   | 3                   | 1                   | 1                   | 1                   | 2                   | 2                   | 2                   | 1                   | - Australie: 3 × Platine - Danemark: Or - Italie: Or - Nouvelle-Zélande : Platine - Suède : Platine - États-Unis : 2 × Platine | Planet Pit          |
| Dirty Dancer (Remix) (Enrique Iglesias with Usher featuring Lil Wayne & Nayer) | 2011  | 18                  | 24                  | 14                  | 11                  | 22                  | —                   | 22                  | —                   | 30                  | 21                  | - Australie: Or - États-Unis: Or                                                                                               | Euphoria            |
| Name of Love (Jean-Roch feat. Pitbull et Nayer)                                | 2012  | —                   | —                   | —                   | —                   | —                   | —                   | —                   | —                   | —                   | —                   | — | Music Saved My Life |

### Apparitions dans les albums
| Année | Chanson      | Artist(s)               | Album      |
| ----- | ------------ | ----------------------- | ---------- |
| 2009  | Full of Shit | Pitbull & Bass III Euro | Rebelution |
| 2010  | Vida 23      | Pitbull                 | Armando    |